# Øverbygd
Skjold este o localitate din comuna Målselv, provincia Troms, Norvegia, cu o suprafață de 0,75 km² și o populație de 242 locuitori (2013).